# 듀얼마스터즈
듀얼마스터즈(일본어: デュエル・マスターズ)는 매직 더 개더링을 응용한 트레이딩 카드 게임이다. 만화, 여러 애니메이션 시리즈, 트레이딩 카드 게임, 여러 비디오 게임으로 구성된다. 오리지널 만화와 후속작은 일본에서만 4,500,000본이 판매되었다.

## 미디어

### 만화
| 번호 | 일본어 출간일    | 일본어 ISBN         |
| ---- | ---------------- | ------------------- |
| 1    | 1999년 11월 27일 | ISBN 978-4091425843 |
| 2    | 2000년 5월 27일  | ISBN 978-4091425850 |
| 3    | 2000년 10월 28일 | ISBN 978-4091425867 |
| 4    | 2001년 4월 26일  | ISBN 978-4091425874 |
| 5    | 2001년 10월 27일 | ISBN 978-4091425881 |
| 6    | 2002년 3월 28일  | ISBN 978-4091425898 |
| 7    | 2002년 6월 28일  | ISBN 978-4091425904 |
| 8    | 2002년 9월 28일  | ISBN 978-4091426086 |
| 9    | 2002년 12월 25일 | ISBN 978-4091426093 |
| 10   | 2003년 4월 28일  | ISBN 978-4091426109 |
| 11   | 2003년 7월 28일  | ISBN 978-4091431110 |
| 12   | 2003년 10월 28일 | ISBN 978-4091431127 |
| 13   | 2004년 2월 28일  | ISBN 978-4091431134 |
| 14   | 2004년 5월 28일  | ISBN 978-4091431141 |
| 15   | 2004년 8월 27일  | ISBN 978-4091431158 |
| 16   | 2004년 11월 26일 | ISBN 978-4091431165 |
| 17   | 2005년 5월 28일  | ISBN 978-4091431172 |